# Eustrotia semiglauca
Eustrotia semiglauca är en fjärilsart som beskrevs av Dyar 1920. Eustrotia semiglauca ingår i släktet Eustrotia och familjen nattflyn. Inga underarter finns listade i Catalogue of Life.